# 시벨레스 분수
시벨레스 분수(스페인어: Fuente de Cibeles 또는 La Cibeles)는 스페인 마드리드에 있는 신고전주의 양식의 분수로, 시벨레스 광장 중앙에 있다. 분수 가운데 있는 조각상은 아나톨리아 지방의 대지모신인 키벨레를 표현한 것으로, 도시의 상징이 되었다.

## 개요

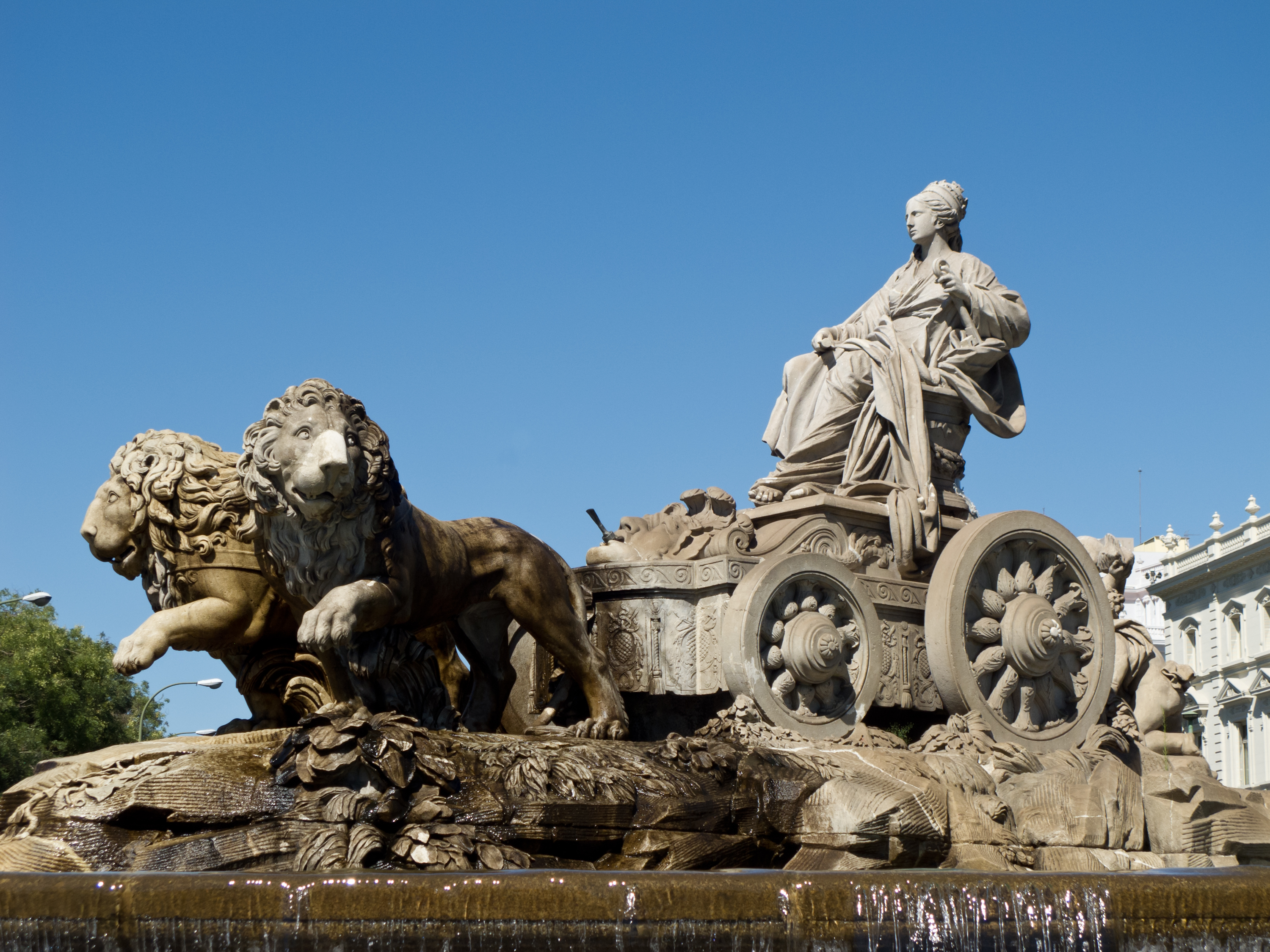
분수 중앙의 키벨레 조각상

몬테스클라루스에서 가져온 흰 대리석으로 만들어진 조각상과 분수대는 1780년 벤투라 로드리게스가 설계했으며 조각가 Francisco Gutiérrez Arribas는 여신 조각상을, 조각가 Roberto Michel는 사자 조각상을 제작했다.
성벽관을 쓴 여신 조각상은 아탈란테와 히포메네스를 상징하는 사자가 끄는 전차를 타고 있다.
분수대는 최대 278 m3의 물을 수용할 수 있다.
라리가의 레알 마드리드 CF가 우승하면 선수들과 서포터들이 시벨레스 분수대에 모여 팀의 승리를 축하하는 곳으로 유명하다. 선수들은 트로피를 들고 시벨레스 분수대로 들어가 환호한다. 또한 분수대에 모여 스페인 축구 국가대표팀의 성공을 축하하기도 하는데 1994년과 2002년 9월 21일 국가대표팀의 우승을 축하하는 과정에서 여신상의 손을 잃기도 했다.